# فريدريش فون يرك
فريدريش فون يرك (بالألمانية: Friedrich von Lerch) (و. 1878 – 1947 م) هو فيزيائي، وأستاذ جامعي من النمسا .
توفي في إنسبروك، عن عمر يناهز 69 عاماً.

## التعليم
تعلم في جامعة فيينا

## مناصب وهيئات
أدار جامعة فيينا.